# Walter Steinbauer
Pour les articles homonymes, voir Steinbauer.
Walter Steinbauer, né le 20 janvier 1945 à Dießen am Ammersee et mort le 28 mai 1991 à Murnau am Staffelsee, est un bobeur ouest-allemand notamment médaillé de bronze olympique en 1972.

## Biographie
Aux Jeux d'hiver de 1972 organisés à Sapporo au Japon, lors de sa seule participation olympique, Walter Steinbauer est médaillé de bronze en bob à quatre avec Wolfgang Zimmerer, Stefan Gaisreiter et Peter Utzschneider. Pendant sa carrière, il remporte également quatre médailles en bob à quatre aux championnats du monde : l'or en 1969, l'argent en 1970 et le bronze en 1971 et 1973.

## Palmarès

### Jeux Olympiques
- : médaillé de bronze en bob à 4 aux JO 1972.

### Championnats monde
- : médaillé d'or en bob à 4 aux championnats monde de 1969.
- : médaillé d'argent en bob à 4 aux championnats monde de 1970.
- : médaillé de bronze en bob à 4 aux championnats monde de 1971 et 1973.